# Esteban Gabriel García
Esteban Gabriel García Velásquez (n. Retalhuleu, Retalhuleu, Guatemala; 6 de marzo de 1998) es un jugador de fútbol que actualmente milita en el Deportivo Mixco de la Liga Nacional de Guatemala.

## Selección nacional
García ha participado en la selección de Guatemala Sub-17, Sub-20 y Sub-23 y estuvo entre los jugadores que participaron en el Torneo Esperanzas de Toulon de 2019.
En el 2023 debutó con la selección mayor de Guatemala en un amistoso contra México. Y fue uno de los elegidos para encarar la  copa oro 2023.

## Clubes
| Club                   | País      | Año         |
| ---------------------- | --------- | ----------- |
| Deportivo Reu          | Guatemala | 2016 - 2017 |
| Rosario FC             | Guatemala | 2017 - 2018 |
| Deportivo Reu          | Guatemala | 2018 - 2019 |
| Xelaju Mario Camposeco | Guatemala | 2019        |
| Deportivo Mixco        | Guatemala | 2020 - 2023 |

- Datos: Q65159320